# Gabriel Léglise
Pour les articles homonymes, voir Léglise (homonymie).
Gabriel Léglise est un homme politique français né le 23 octobre 1872 à Bordeaux (Gironde) et mort le 22 avril 1946 à Bordeaux (Gironde).
Conseiller municipal de Caudéran de 1898 à 1935, maire de 1920 à 1935, il est député de la Gironde de 1928 à 1932, siégeant au groupe des Républicains de gauche.

## Sources
- « Gabriel Léglise », dans le Dictionnaire des parlementaires français (1889-1940), sous la direction de Jean Jolly, PUF, 1960 [détail de l’édition]